# Ала-Миэлунъярви
А́ла-Ми́элунъя́рви (фин. Ala-Mielunjärvi) — озеро на территории Лоймольского сельского поселения Суоярвского района Республики Карелия.

## Общие сведения
Площадь озера — 1 км². Располагается на высоте 130,7 метров над уровнем моря.
Форма озера продолговатая: вытянуто с севера на юг. Берега заболоченные.
В южную оконечность озера втекает, а из северной — вытекает река Сютивиермянйоки, протекающая чуть выше по течению через озеро Иля-Миэлунъярви и впадающая в озеро Корпиярви.
В северную оконечность озера втекает река Мутанен.
В южной части озера расположен небольшой остров без названия.
Населённые пункты возле озера отсутствуют. Ближайший — посёлок городского типа Вяртсиля — расположен в 21 км к юго-западу от озера.
Код объекта в государственном водном реестре — 01040300211102000013353.